# Gente con clase
Gente con clase (Relative Values, en inglés) es una película británica de 2000 basada en Relative values de Noël Coward. Es protagonizada por Julie Andrews, Colin Firth, William Baldwin, Jeanne Tripplehorn y Stephen Fry.

## Sinopsis
Una famosa actriz estadounidense, Miranda Frayle, está en pareja con el actor Don Lucas y ambos filman todas sus películas juntos. Cuando dejan de protagonizar las mismas películas juntos y de asistir a los mismos eventos, la prensa comienza a preguntarse por la vida amorosa de la actriz y pronto descubren que está nuevamente en pareja con un aristócrata. Esta situación no le agrada a su anterior pareja.
Lord Nigel Marshwood se compromete con la famosa actriz y decide visitar junto a Miranda a Felicity, su madre, en su hogar en Inglaterra.
Ambos son perseguidos por Don Lucas quien pretende continuar con la relación, Miranda debe afrontar esta situación para poder casarse con Nigel, además de las exigencias de su madre y una situación inesperada, que ella desconocía, que surge en el hogar de los Marshwood.

## Reparto
- Julie Andrews - The Lady Felicity Marshwood.
- Edward Atterton - Lord Nigel Marshwood.
- William Baldwin - Don Lucas.
- Colin Firth - Peter Ingleton.
- Stephen Fry - Frederick Crestwell.
- Sophie Thompson - Dora Moxton 'Moxie'.
- Jeanne Tripplehorn - Miranda Frayle / Freda Birch.
- Stephanie Beacham - Elizabeth.
- Gaye Brown - Lady Hayling.
- Anwen Carlisle- Alice.
- Kathryn Dimery - Mrs Crane.
- Charles Edwards- Phillip Bateman-Tobias.
- Michael Higgs - Director de cine.
- John Hinnigan - Hombre de caballeriza.
- Patrick Marley - Hawkins.

## Argumento
La película comienza con los titulares de los diarios sobre la relación de los actores Miranda Frayle y Don Lucas, ambos protagonizan todas sus películas juntas. Cuando dejan de hacerlo, la prensa se cuestiona por ello descubriendo la separación. Pronto conocen a la nueva pareja de la famosa actriz, Lord Nigel Marshwood.
Nigel y Miranda ahora comprometidos, luego de dos meses de relación, decide presentarle a su madre Felicity y realizan un viaje hacia su hogar. Felicity convive con su sobrino Peter y su empleados.
Don Lucas no tolera la separación y abandona una grabación para viajar hacia el hogar de la familia Marshwood.
Una de las empleadas, y amiga de Lady Felicity desde hace diecinueve años, Moxie, está disconforme con la llegada de Nigel, esto sorprende a Frederick Crestwell, uno de los empleados. Él se lo comenta a Felicity y ambas dialogan y rápidamente toma conocimiento de las mentiras que decía Moxie. Finalmente le relata su historia, Moxie es hermana de la famosa actriz no se veían por más de veinte años. Lady Felicity y su sobrino, Peter Ingleton, deciden llevar a cabo una transformación en caso de que la actriz la reconociera.
Cuando Miranda y Nigel llegan, Moxie todavía no se había vestido. Felicity su sobrino y los jóvenes dialogan, a Felicty no le agrada la actriz, pero no lo hace explícito. 
Mientras cenan, llega Don Lucas y Frederick la llama y le avisa que la estaba esperando un cronista de una revista. Miranda decide rechazarlo y él se niega y la besa en el jardín, la madre de Nigel los observa y lo invita al actor a hospedarse en su hogar.
Moxie y Peter toman alcohol en exceso. Miranda les dice que su madre había fallecido y su hermana también. Finalmente Moxie confiesa que era su hermana y se enoja por los dichos, revelando frente a su pareja que había estado de joven en pareja con un guionista de cine entre otros. Miranda se siente incómoda y le cierra la puerta de su habitación a Nigel.
Al otro día discuten, las empleadas observan la discusión, además jóvenes visitan la casa para conseguir autógrafos de los actores, lo que provoca enojo en Nigel. Miranda, Freda Birch, habla con la madre del joven, ella le pide que se case con el si realmente lo ama; y con su hermana, Dora Moxton,. Moxie plantea que quiere irse de la casa, pero Felicity no lo acepta.
Freda se encuentra triste y el actor habla con ella y luego se besan y nuevamente los encuentra la madre de Nigel, abandonan el hogar, a pesar de que Nigel se muestra disconforme. Los Marshwood y Peter asisten a la iglesia, mientras Moxie regresa al hogar, y Nigel se encuentra con una novia del pasado.

## Nominaciones
| Año  | Premio                            | Categoría                              | Por             | Resultado |
| ---- | --------------------------------- | -------------------------------------- | --------------- | --------- |
| 2001 | London Critics Circle Film Awards | British Supporting Actress of the Year | Sophie Thompson | Nominada  |